# Comets on Fire
I Comets on Fire sono stati un gruppo musicale statunitense di rock psichedelico. La band si è formata nel 1999 a Santa Cruz (California).

## Storia
I due fondatori del gruppo sono Ethan Miller (chitarra e voce) e Ben Flashman (basso). A loro si aggiungono quasi subito Noel Harmonson (tastiere ed echoplex) e Utrillo Kushner (batteria).
Il quartetto pubblica nel 2000 il primo album, l'omonimo Comets on Fire, disponibile in vinile a tiratura limitata. L'LP coniuga noise rock e musica psichedelica.
Il successivo album è Field Recordings from the Sun (2002), costituito da 5 brani e pubblicato dalla Ba Da Bing Records. In questo album si inserisce anche Ben Chasny (chitarra), proveniente dai Six Organs of Admittance.
A questo punto il gruppo si dedica ai live. Nel 2003 il gruppo quindi un album registrato dal vivo ed intitolato Bong Voyage, anch'esso a tiratura limitata (800 copie).
L'anno dopo il gruppo passa alla Sub Pop Records e pubblica Blue Cathedral. In questo album sono presenti brani più melodici e leggeri.
Nel 2005 collaborano con i Burning Star Core incidendo il mini-CD Collaboration (Yik Yak).  Nel 2006 esce Avatar. Successivamente Ethan Miller si dedica poi al progetto Howlin' Rain, Noel Harmonson invece entra nei Sic Alps, Utrillo Kushner dà vita al progetto Colossal Yes, infine Ben Chasny collabora con diversi altri gruppi e musicisti.

## Formazione
- Ethan Miller - voce, chitarra
- Noel von Harmonson - echoplex, batteria
- Ben Flashman - basso
- Utrillo Kushner - batteria, tastiere
- Ben Chasny - chitarra

## Discografia

### Album
- 2001 - Comets on Fire
- 2002 - Field Recordings from the Sun
- 2004 - Blue Cathedral
- 2006 - Avatar

### Altro
- 2003 - Live in Europe (split con Major Stars)
- 2003 - Bong Voyage
- 2004 - Carboard Sub Pop Promo Jams
- 2005 - Euro Tour 5 CDR Boxset
- 2005 - Collaboration (split con Burning Star Core)